# C.J. Williams (director de cine)
C.J. Williams (23 de julio de 1858 – 26 de enero de 1945) fue un director cinematográfico de nacionalidad estadounidense, activo en la época del cine mudo.

## Biografía
Nacido en Nueva York, Estados Unidos, su nombre completo era Charles Jay Williams. Entre 1910 y 1919 dirigió más de un centenar de producciones cinematográficas. Además fue intérprete en tres cintas, produjo una y firmó dos como guionista.
Su esposa, Ida Williams, actriz de carácter, actuó en numerosos filmes dirigidos por él utilizando, según costumbre anglosajona, el nombre de casada de Mrs. C.J. Williams.
C.J. Williams falleció en Nueva York, Estados Unidos, en 1945. 

## Selección de su filmografía
- Amateur Night (1910)
- How the Telephone Came to Town (1911)
- The Rise and Fall of Weary Willie
- Logan's Babies
- Ludwig from Germany
- The Living Peach
- The Bo'Sun's Watch
- The Troubles of A. Butler
- John Brown's Heir
- The Daisy Cowboys
- An International Heart Breaker (1911)
- Stage-Struck Lizzie
- Pat Clancy's Adventure
- The Bachelor's Waterloo (1912)
- Everything Comes to Him Who Waits (1912)
- The Lost Kitten (1912)
- Her Polished Family (1912)
- Dress Suits in Pawn (1912)
- Percival Chubbs and the Widow (1912)
- Two Knights in a Barroom (1912)
- Is He Eligible? (1912)
- A Tenacious Solicitor (1912)
- Blinks and Jinks, Attorneys at Law (1912)
- Aunt Miranda's Cat (1912)
- A Personal Affair (1912)
- The Artist and the Brain Specialist (1912)
- Very Much Engaged (1912)
- The Angel and the Stranded Troupe (1912)
- How Father Accomplished His Work (1912)
- Partners for Life (1912)
- An Intelligent Camera (1912)
- Madame de Mode (1912)
- Marjorie's Diamond Ring (1912)
- Holding the Fort (1912)
- Bridget's Sudden Wealth (1912)
- The Stranger and the Taxicab (1912)
- Lazy Bill Hudson (1912)
- Cynthia's Agreement (1912)
- Uncle Mun and the Minister (1912)
- Outwitting the Professor (1912)
- Like Knights of Old (1912)
- Bringing Home the Pup (1912)
- For Professional Services (1912)
- A Queen for a Day (1912)
- A Doctor for an Hour (1912)
- Linked Together (1912)
- A Thrilling Rescue by Uncle Mun (1912)
- Sally Ann's Strategy (1912)
- The Totville Eye (1912)
- The Winking Parson (1912)
- No Place for a Minister's Son (1912)
- A Proposal Under Difficulties (1912)
- An Old Fashioned Elopement (1912)
- How a Horseshoe Upset a Happy Family (1912)
- The Title Cure (1913)
- The Power of Sleep (1913)
- A Serenade by Proxy (1913)
- Over the Back Fence (1913)
- How They Outwitted Father (1913)
- After the Welsh Rabbit (1913)
- All on Account of a Transfer (1913)
- A Letter to Uncle Sam (1913)
- It Wasn't Poison After All (1913)
- Tea and Toast (1913)
- The Unprofitable Boarder (1913)
- Rule Thyself (1913)
- Jones Goes Shopping (1913)
- His Undesirable Relatives (1913)
- A Reluctant Cinderella (1913)
- Aunty and the Girls (1913)
- Newcomb's Necktie (1913)
- Professor William Nutt (1913)
- Don't Worry (1913)
- Beau Crummel and His Bride (1913)
- All on Account of a Portrait (1913)
- His Mother-in-Law's Visit (1913)
- A Pair of Foils (1913)
- At Midnight (1913)
- As the Tooth Came Out (1913)
- The Romance of Rowena (1913)
- The Right Number, But the Wrong House (1913)
- Zeb's Musical Career (1913)
- The Younger Generation (1913)
- Caste (1913)
- The Stolen Models (1913)
- Why Girls Leave Home (1913)
- Boy Wanted (1913)
- Reginald's Courtship (1913)
- Porgy's Bouquet (1913)
- Archie and the Bell Boy (1913)
- Nora's Boarders (1913)
- A Good Sport (1913)
- The Manicure Girl (1913)
- Falling in Love with Inez (1913)
- Her Face Was Her Fortune (1913)
- The Girl in the Middy (1914)
- Wood B. Wedd Goes Snipe Hunting (1914)
- On with the Dance (1915)
- What Happened to Father (1915)
- Wild Oats (1919)